# 32104 Emmarainey
32104 Emmarainey este o planetă minoră (asteroid) din centura de asteroizi. A fost descoperită pe 24 mai 2000 la Stația Anderson Mesa de Lowell Observatory Near-Earth-Object Search. 
Obiectul prezintă o orbită caracterizată de o semiaxă mare de 2,4771366 UAi, o excentricitate de 0,19, o înclinație de 5,22711 ° în raport cu ecliptica.